# 半陰茎

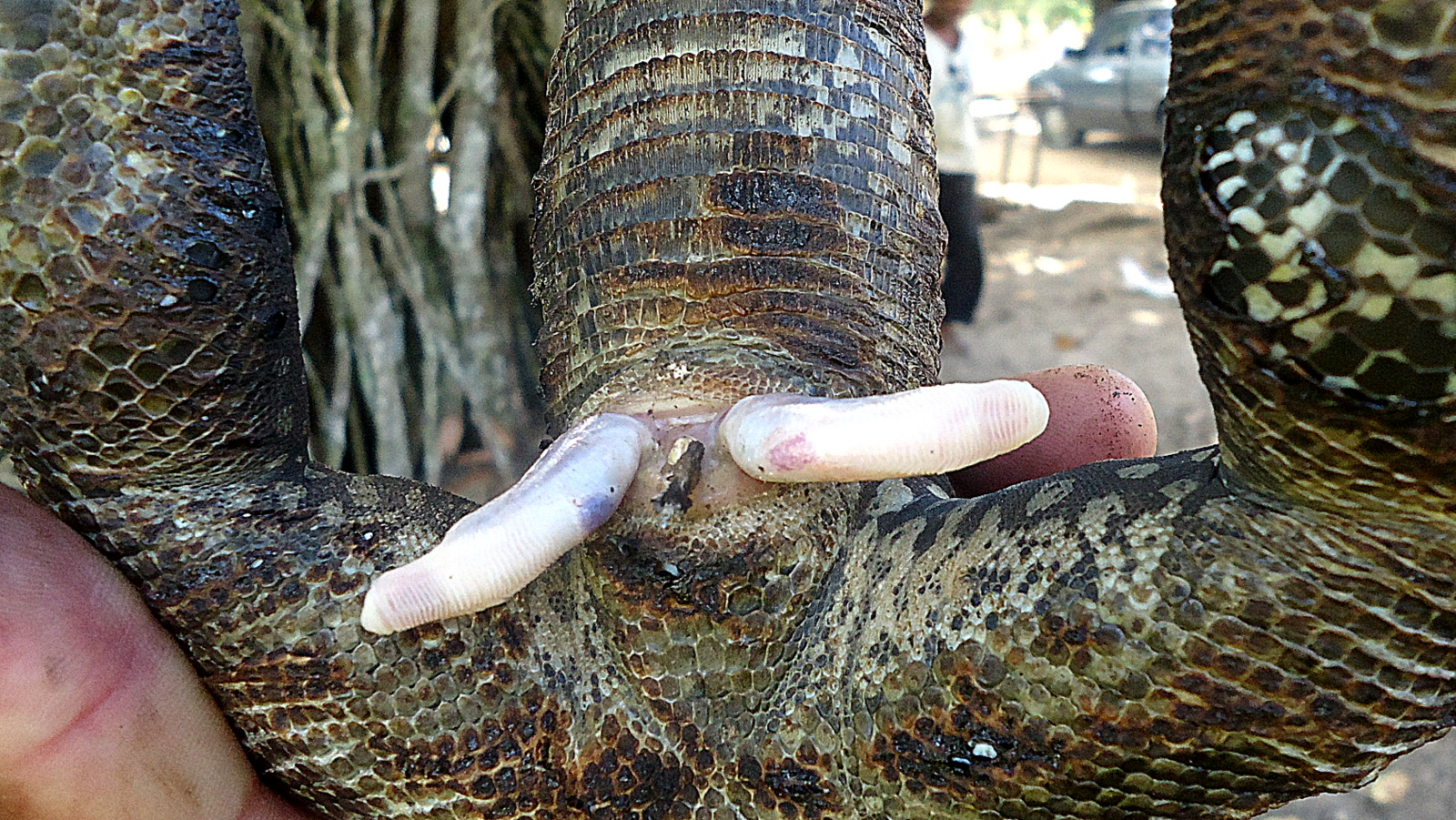
Tupinambis teguixin の半陰茎。左右両方が突出。

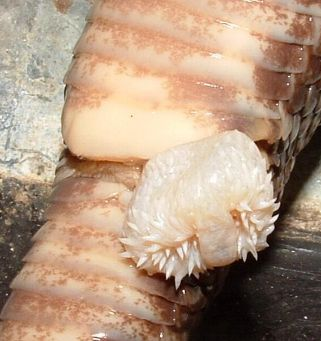
ヒガシダイヤガラガラヘビ (Crotalus adamanteus)の半陰茎。左のみ突出

半陰茎（はんいんけい：hemipenis）は、有鱗目（ヘビ・トカゲ・ミミズトカゲ）のオスだけが持つ外部生殖器である。そのままヘミペニスとも呼ばれる。体内受精のために精子をメスの体内に送り込む挿入器官である点では哺乳類などが持つ陰茎と同じだが、陰茎とは異なり左右に一対あり、反転により体外に突出する。棘や鈎などの装飾を持つことが多く、種によって形状に大きな変異がある。

## 背景
半陰茎は、9000種以上を擁し脊椎動物全体でも2番目に大きな目であり全世界に生息する有鱗目の挿入器官である。1本の外部生殖器を備える哺乳類・主竜類・カメ類のような多数の他の有羊膜類と異なり、有鱗目は分割された外性器を持っている。また、有鱗目の半陰茎は四肢を形成するのと同じ胚細胞に由来しており、哺乳類の陰茎が尾部を形成する胚細胞から生じるのと対照的である。

## 構造

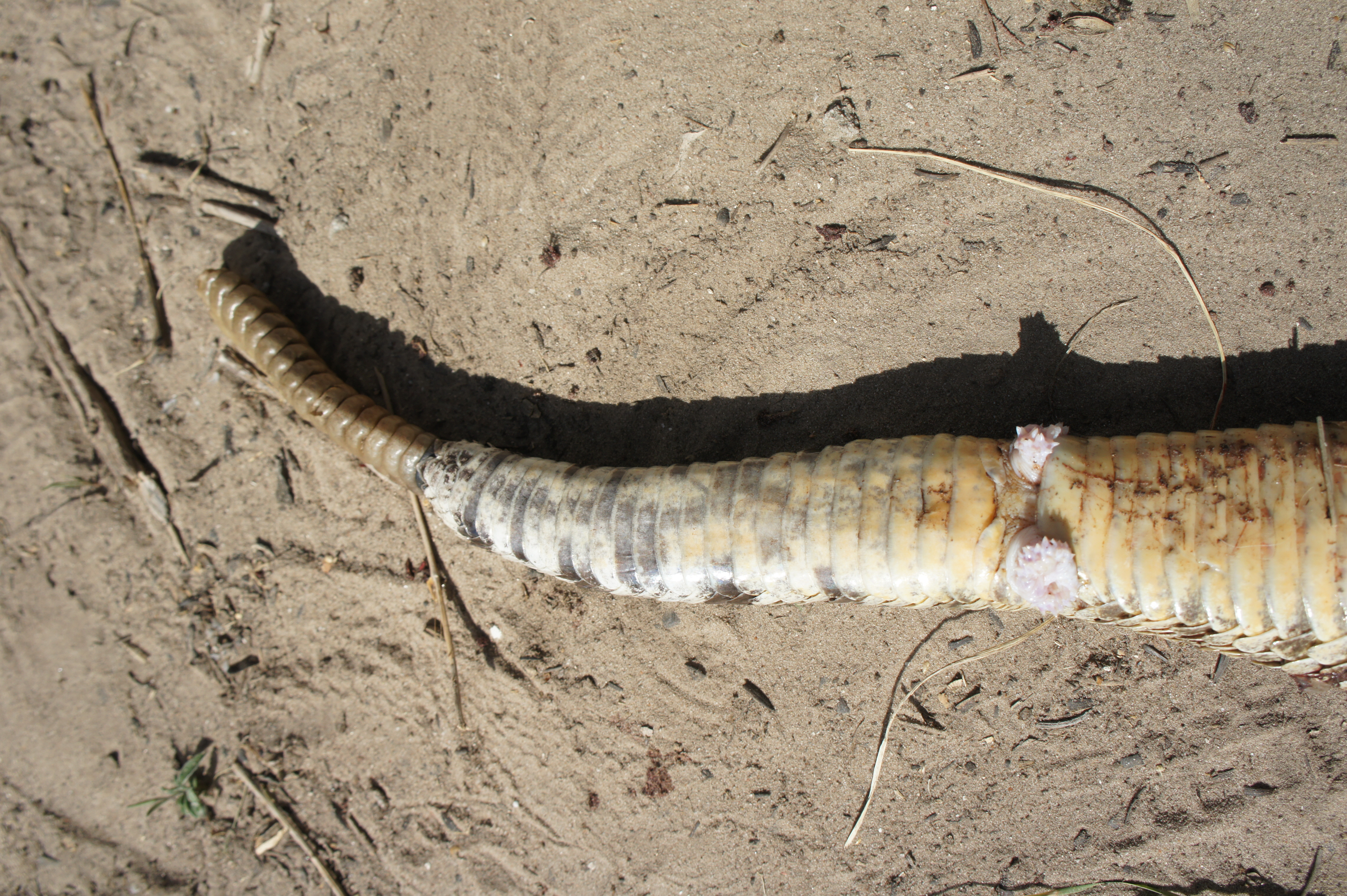
ニシダイヤガラガラヘビ (Crotalus atrox) の半陰茎

ワニ類やカメ類などと異なり体軸に直角に開口する総排出腔を持つ有鱗目では、オスの半陰茎はその総排出腔の左右に位置し、通常は総排出腔後方左右の体内に収納されている。それぞれの半陰茎は袋状の構造をもっており、交尾の際にはどちらか片方が指サックや靴下を裏返しにするように反転することによって体外に現れる。
反転して出てくるという構造のため、精子の通り道は哺乳類のように尿道や輸精管のような器官内部を貫通する管状経路をとれない。代わりに半陰茎外壁に精溝と呼ばれる溝を持ち、精子はそこを伝ってメスの総排出腔に導かれる。
半陰茎を出したままのヘビが「脚のあるヘビ」と誤認されることもある。交尾時以外にも、身体に大きなダメージを負ったときにも突出することがあり、中国の古典に "桑の薪であぶれば蛇足を出す" という下りがあるのも実例に基づく記述ではないかと千石正一は指摘している。

## 進化
半陰茎の進化上の起源とその他の生物の挿入器官との関係性についての多くの議論が継続中である。しかし、胚・分子の研究によって半陰茎の起源に光が当たり始めている。

### 祖先的不対型陰茎
この理論は、単一の不対型陰茎が有羊膜類の祖先的形質であり、これが現在ほとんどの有羊膜類に受け継がれているのだとするものである。他の動物の陰茎や半陰茎における胚での基盤の観察より、特に胚における総排出腔に関した発達の起源においてその発達段階に根本的な差異があることが示唆された。すなわち、有鱗目の半陰茎は後部から発生し、非有鱗目の対状外性器は前部に由来する。この発生上の重要な違いから、この2種類の雄性外部生殖器は相同器官とは見なせないものであると考えられ、これが胚発生における情報伝達系遺伝子の変異に帰することが示唆されている。

### 種分化
半陰茎は有鱗目における種分化の研究、特に隠蔽種の判別やある特定の階層での分類の調査に用いられている。2015年に行われた半陰茎の変異に基づいたアノール類の種分化に関する研究では、アノールの半陰茎の形態学的進化速度は、他の生殖器以外の部分の進化速度に比べて6倍も速いことが明らかとなった。このような研究は、適応放散や系統学的関係の復元（特に形態が非常によく似た種の間において）を理解する際の手助けとなっている。

## 形態学

### 同定

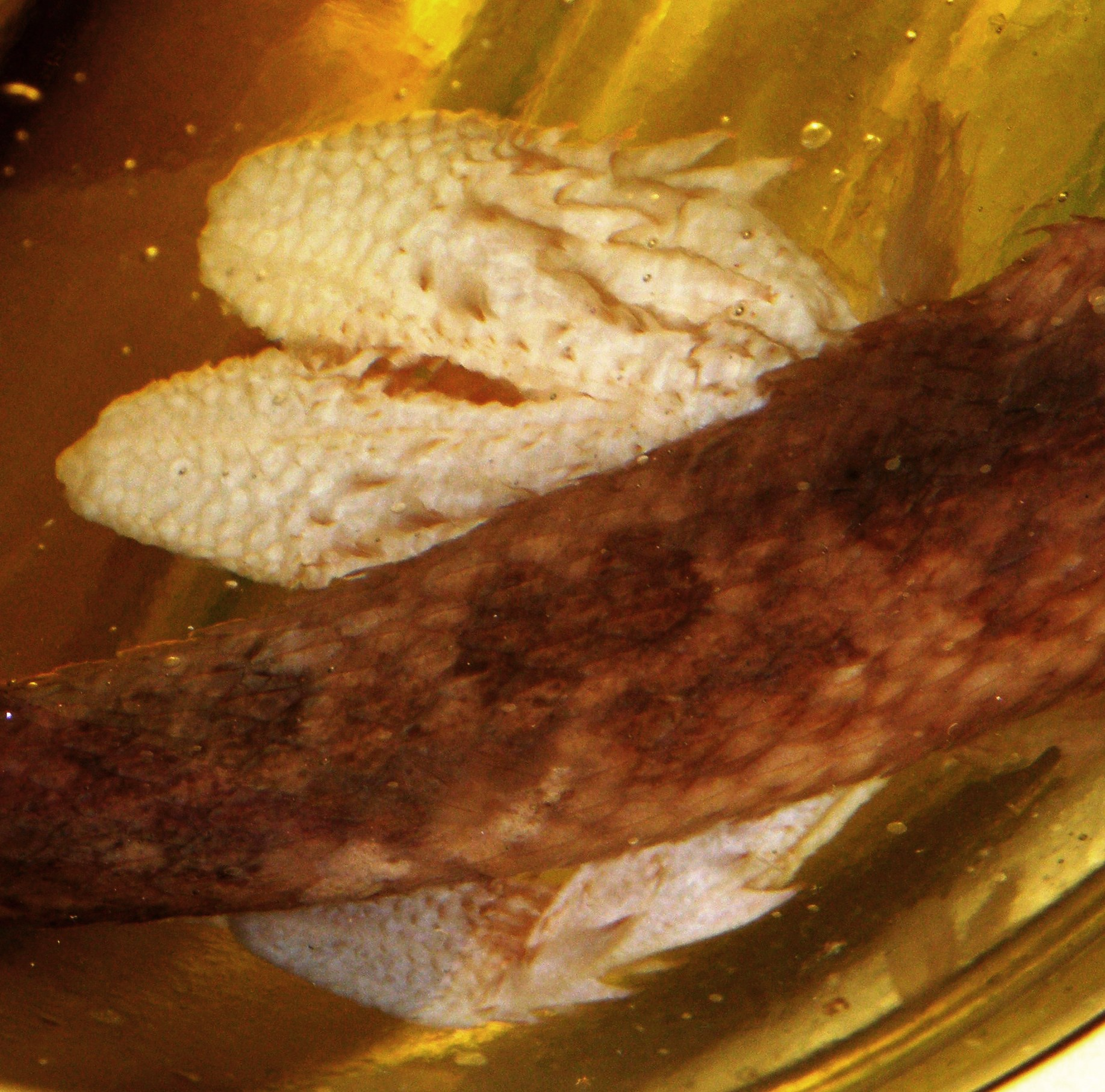
有鱗目の液浸標本においては、分類・同定のために半陰茎をわざと突出させ外部から観察しやすい状態にして固定することがある。ホルマリンを尾の基部に注射し、膨らんだ半陰茎の根本を木綿糸で結索する、等の方法で行われる。

生きているヘビやトカゲでは尾部から前方腹側にある総排出腔に向かってやさしく圧迫していくことによって半陰茎を体外に出すことができ、それで雌雄の確認も行う。またそのようにしごき出すことが困難な場合には、セックスプローブと呼ばれる性別同定用の棒を使い、それを総排出腔後方へ差し込むことによって半陰茎の有無を確認する方法もある。しかしそれらの方法では損傷を受けたり乾燥した死体では性別を判別することがむずかしい。
半陰茎の存在が確認されたならばその標本がオスであることは疑いないが、その一方で半陰茎が確認できなかったからと行ってメスであるとは限らない。若年個体では、体の大きさは成熟個体と同じくらいであっても明確に発達した半陰茎を持っていないという種もいるためである。また、総排出腔のすぐ横にある乳頭状臭腺はメスにもあるが、これが大型化して突出してくることもあるので半陰茎と誤認されることもある。ただし臭腺の場合は半陰茎よりも小さく、先端部が赤くなってはいるものの血管が見えない事から判別は可能である。

### 変異
半陰茎の表面は最も興味深く独特なものの一つであり、鋭い棘や針状突起で覆われて、ロゼットと呼ばれる構造を形成している。しかしながら比較的平滑な表面の半陰茎を持つ種も存在する。たとえばタイドクフキコブラ (Naja siamensis ) の半陰茎は滑らかで先端は尖っておらず、一方でアズキマダラオオガシラ (Boiga multomaculata ) のそれは鈎型棘や針状突起で全体が覆われている。半陰茎の形態の多様性の幅広さにもかかわらず、半陰茎の形態とその動物の気質や危険性との間の関係性は発見されていない。むしろ有鱗目に見られる半陰茎がこれほどの多様性を示すのは同種個体間における交配適合性を容易にするためであると考えられており、これは「鍵と錠機構」と呼ばれている。

## 機能

### 鍵と錠機構
この鍵と錠機構（または仮説）は、外部生殖器の形態は同種のオスとメスの間でのみ交配が起こることを保証するようにして種間の生殖的隔離を維持するために進化した、とする考えである。この考えは1844年、双翅目の外部生殖器の多様性を観察していたフランスの昆虫学者Leon Dufourによって初めて唱えられた。種間の生理的差異により交雑が阻止されると考えられたのである。外部生殖器の鍵と錠機構は2つの方法で働く。物理的非互換性による交尾・受精の直接的妨害、または交配衝動を混乱させる行動反応を誘発する感覚的鍵と錠機構である。この機構は動物界において鱗翅目から有鱗目まで広く見られる。
ヘビ・トカゲにおいては、生殖器官の形態的変異はオスがメスと交尾するのを助けるために存在すると思われている。棘や鈎はオスが交尾のあいだ適切な位置に半陰茎を保持するのに役立ち、そしてそれはその同じ種のメスに特異的に適合するようになっている、と考えられている。たとえば、枝分かれした半陰茎を持つ種のメスは枝分かれした総排出腔を持ち、多くの棘を持つ種のメスは棘が少ないか無い種より総排出腔壁が厚い。この有鱗目における外部生殖器の大きな変異は分類学者の興味を引き、爬虫類間の進化上の関係について光を当てる可能性がある。

### 性的対立理論
この半陰茎における装飾の機能は研究者によって調査されているところだが、ある研究は半陰茎に見られるこれらの棘はオスにとってより長い（つまりより成功率の高い）繁殖の助けとなっている特質であるという理論を支持している。コモンガータースネーク (Thamnophis sirtalis ) の半陰茎において大型の基部棘を外科的に除去したところ、そのオスは交接は可能だったが、持続時間と交尾の深さは対照群と比較して遙かに小さいものだった。このことから、その棘はオスがメスと首尾よく交接する能力において重要な役割を果たしていることが指摘されている。オスの半陰茎の進入に対してメスは総排出腔を強く収縮させ、長時間の交接は妨げられる。収縮の目的は交接時間を短くするためかどうかを確かめるため、研究者がメスに麻酔をかけ収縮が起こらないようにしてみたところ、交接は実際に長くなったことが認められた。

### 隠蔽的雌性選択
多くの場合メスのヘビやトカゲは交接後すぐに受精するかどうかを制御する能力がある。これは、交接直後の受精によって発生を始めると必ずしも理想的な時期に妊娠と産卵が行えない、という事実のためだとされている。したがって、メスは精子を体内に貯蔵することができ、その期間は5年かそれ以上に及ぶ。この現象は隠蔽的雌性選択 (Cryptic female choice) として知られるが、それはこれを可能とする生理学的機構が体内に隠されており、メスには卵がいつ受精するかを決定する能力があるためである。
メスがどのようにしてためておいた精液を自分の卵に受精させるのを制御しているのかについては正確な仕組みはまだ明らかになっていないが、生殖器領域に見られる特殊化した嚢状器官が重要な役割を果たしていると考えられている。結果として一匹のメスはたくさんのオスと交接でき、いつ受精するかも選ぶことができる。さらにメスは複数のオスと交接していた場合、一回の産卵で多数のオスからの遺伝的要素を受け継いだ子供たちを産むことができる。
この仕組みの結果、オスたちにとっては一回の交接では生殖の成功と自らの遺伝情報を受け継いだ子供の誕生が保証されないことになる。そのため、遺伝物質の受渡の機会を増やすように可能な限り多くのメスと交接することが彼らにとっての重要事となる。これがオスが1本ではなく2本の半陰茎を持つ仮説上の理由の一つである。半陰茎のそれぞれは各一つずつの精巣とつながっており、一回の交尾の間は片方だけが使われ、もう一つの半陰茎は「予備」として機能し一つの精巣が精子を使い尽くしたとしても交尾を継続できるようにしている。
隠蔽的雌性選択と、無性生殖の一形態である条件的単為生殖を区別することは重要である。オスと出会って以降長い期間を経た後でも受胎が可能であるため、紛らわしい場合に両者を区別することは困難である。このような状況では、子供が母親の遺伝情報の全てを受け継いでいるのかそれとも一部のみ受け継いでいるのかを遺伝子解析技術により判別することができる。

## 半陰核
1995年、メスのハナブトオオトカゲ (Varanus salvadorii ) にオスの半陰茎と同じような1対の袋状器官が見つかり、その後の詳細な調査により、これがその個体だけのものではなく、ほかのオオトカゲ属のメス標本にも遍在することが確認された。この器官は陰茎に対する相同器官である陰核のように、オスの半陰茎と相同と考えられるため半陰核 (hemiclitoris) と名付けられた。その後、この半陰核に対しても研究が始まり多くの論文が出されている。Phymaturus やヤマイグアナ属Liolaemus に行われた研究では、以前には記載されていない構造が発見されている。それまでの研究でも半陰核は半陰茎よりも小さいことが観察されていたが、これらの種に対する研究でも同様に観察された。半陰核の具体的な機能はまだわかっていないが、この研究は詳細な研究が継続されるであろう有鱗目の派生形質に大きな注目を集め始めている。

## 他の脊椎動物
脊椎動物においては、特に有殻卵や胎児を発生させるグループでは精子がメスの体内で卵に到達していなければならないので体内受精が基本となり、オスはメスの生殖管に精子を注入する構造を持つため、様々な形・大きさ・機能の陰茎様器官が見られる。

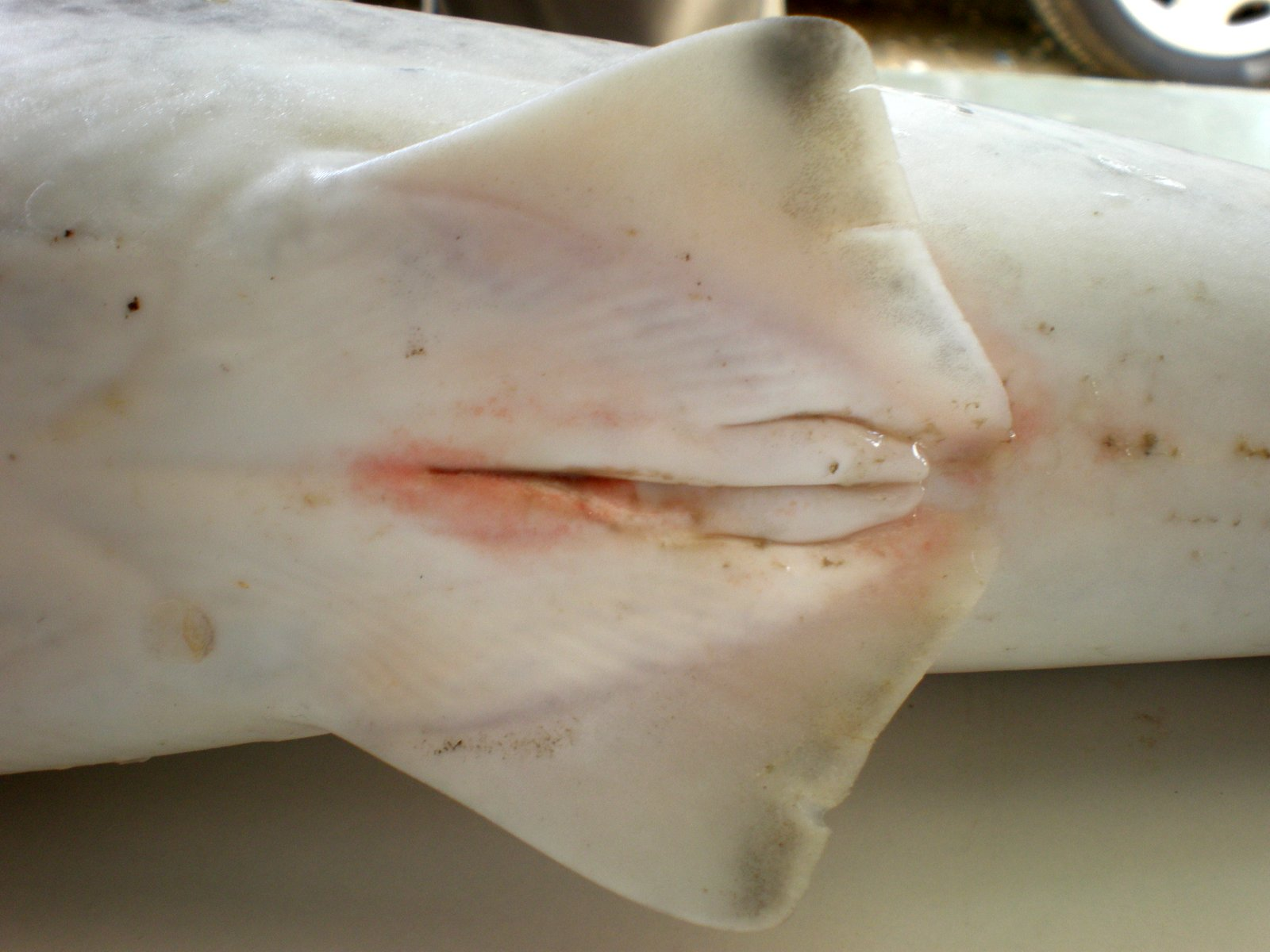
オスのハナザメの腹鰭。腹鰭の内側にある二本の突起がクラスパー

- 軟骨魚類も体内受精を行うが、そのための器官は交尾器またはクラスパー (claspers) と呼ばれ、 半陰茎と同じく対状である。オスの腹鰭の一部が後方に伸び、皮膚が折りたたまれて管状になった経路を精子が通り、メスの総排出腔に届けられる[23]。
- 真骨魚類にも体内受精を行うものがいる。そのような種では、尻鰭の一部が伸張して生殖脚 (gonopodium) となっていることがあり、これをメスの体内に挿入する。経路は溝状のこともあれば管状のこともある[23]。
- カメ類も血管系による勃起器官がある[24]。
- 鳥類ではほとんどの種で陰茎様構造は消失しているが、平胸類や[25]カモ類において陰茎様器官が発達している[26][27]。
- 世界で最も原始的な哺乳類の一つであるハリモグラは先端が四つに別れた陰茎を持ち、半陰茎と同じく一度に使用するのは片側（の二つ）だけである[28]。
- ほとんどの有袋類も有鱗目と同様に二つに分かれた陰茎を持つが、有鱗目とは異なりメスの側も二本の側膣をもち、オスの二本の陰茎を同時に受け入れるようになっている[29]。この特徴はそれらの有袋類の間の共通の祖先から受け継いだものだとされている。

このような種間の多様性をもって、生殖器の形態学は特定の種の交尾機構の理解だけでなく、時間を経た進化上の広い関係性を理解するのにも大いに役立つことがわかっている。